# Relikwiarz Grobu Świętego w Pampelunie
Relikwiarz Świętego Grobu lub Relikwiarz z Trzema Mariami u grobu Chrystusa – gotyckie naczynie na relikwie wykonane po roku 1255 przez warsztat złotniczy działający w Paryżu. Relikwiarz ma formę cyborium w którym mieści się pełnoplastyczne przedstawienie Trzech Marii u grobu Chrystusa. Przechowywany jest w Muzeum Diecezjalnym (Museo Diocesano) przy katedrze w Pampelunie (Nawarra, Hiszpania).

## Wygląd
Relikwiarz o wymiarach 88 x 38,5 x 24,5 centymetrów jest wykonany ze srebra złoconego. Ma formę zminiaturyzowanego cyborium na planie prostokąta o ściętych narożach. Kilkustopniowy cokół dźwigają cztery lwy usytuowane w narożach. Wewnątrz cyborium mieści się figuralne przedstawienie Trzech Marii u grobu Chrystusa, które charakteryzuje się przestrzennością wynikającą z usytuowania poszczególnych postaci w różnych planach. Tworzą one przedstawienie, które odzwierciedla jeden z pasyjnych epizodów mający miejsce po złożeniu Chrystusa do grobu i przed Jego objawieniem po zmartwychwstaniu. Pośrodku znajduje się mała skrzyneczka w formie grobu nakryta szklanym wiekiem, na którym znajduje się figurka siedzącego anioła. Z przodu, spod wieka wyłania się fragment całunu. Skrzyneczka ta mieści repozytorium na relikwie, które zostały wydobyte z grobu w Jerozolimie, gdzie złożono ciało Jezusa po jego śmierci krzyżowej. Przy krótszym boku oraz za skrzyneczką stoją figury Marii (Matki Boskiej), Marii Kleofasowej oraz Marii Magdaleny, które pogrążone są w modlitwie. Każda z nich trzyma w ręce puszkę na oleje i wonności, którymi miało być namaszczone ciało Jezusa. Kilka malutkich pojemników stoi przed grobem, na rozłożonej płachcie, pomiędzy dwoma figurkami śpiących żołnierzy.
Bogato zdobione cyborium składa się z czterech smukłych kolumn tworzących arkady półkoliste i ostrołukowe arkady, poniżej których znajdują się arkady trójlistne wsparte na służkach. Ponad arkadami wimpergi z ozdobnymi rozetkami. Wimpergi flankują smukłe fiale wyrastające ponad narożnymi filarami. Cyborium nakryte jest dwuspadowymi daszkami, których ozdobione ornamentem liściastym (który wieńczy również wimpergi) kalenice krzyżują się. Na osi, ponad skrzyżowaniem dachów wyrasta smukła wieżyczka z ostrołukowymi oknami (ozdobionymi maswerkami) i ostrosłupowym hełmem, który wieńczy figurka anioła. Rozetki zdobiące ścianki grobu i wimpergę cyborium są ozdobione barwną emalią.

## Analiza
Dzieło to uchodzi za jedno z najstarszych relikwiarzy w typie scenicznym. Pojęcie to dotyczy relikwiarzy, charakteryzujących się przedstawieniem figuralnych wpisanych w przestrzeń architektoniczną. W przypadku pampeluńskiego relikwiarza mamy do czynienia z mikroarchitekturą, jest to niewielkie cyborium charakteryzujące się zastosowaniem tu pełnego repertuaru form gotyckiej architektury. Jej krzyżowo-żebrowe sklepienie jest wysoko zawieszone ponad figurami Trzech Marii i anioła, co pogłębia przestrzeń kompozycją i akcentuje istotę relikwiarza.
Istnieją różne teorie na temat pochodzenia i okoliczności sprowadzenia relikwiarza Świętego Grobu do Nawarry. Każda z nich łączy to dzieło z wczesną sztuką dworską w kręgu francuskich Kapetyngów, jednakże nie da się określić precyzyjnie kto był darczyńcą dzieła. W historiografii artystycznej wyłoniły się dwie hipotezy dotyczące ofiarodawcy relikwiarza. Pierwsza z nich datuje powstanie relikwiarza po roku 1255, który był darem Ludwika IX Świętego z okazji ślubu jej córki Izabelli z królem Nawarry Theobaldem. Druga z hipotez przyjmuje czas powstania dzieła na lata 1280-1290, które miało być darem Joanny żony Filipa IV Pięknego.